# Abou Iyadh
Ne doit pas être confondu avec Abou Iyad.
Pour les articles homonymes, voir Hassine.
Abou Iyadh (arabe : أبو عياض), de son vrai nom Seifallah Ben Hassine ou Seif Allah Ben Hassine (سيف الله بن حسين), né le 8 novembre 1965 à Menzel Bourguiba, en Tunisie, et mort le 21 février 2019 au nord-ouest de Tombouctou, au Mali, est un djihadiste tunisien, fondateur du groupe Ansar al-Charia, lié à al-Qaïda.
Condamné pour terrorisme avant de prendre la tête de l'organisation Ansar al-Charia, il est considéré comme le leader des salafistes djihadistes dans son pays,,. Il est placé sur la liste des terroristes de l'ONU le 23 septembre 2014.

## Biographie

### Débuts et premiers entraînements terroristes
Il naît le 8 novembre 1965 à Menzel Bourguiba. Rejetant l'Occident, il lit assidument le Coran et adopte l'idéologie des Frères musulmans. Dans les années 1980, il milite au sein du Mouvement de la tendance islamique, ancêtre d'Ennahdha, et devient l'un des piliers du bras armé du parti, le Front islamique tunisien, en 1986. Il fréquente des militants formés en Arabie saoudite par Abd al-Aziz ibn Baz et des membres du Groupe islamique armé et du Groupe islamique combattant en Libye. Il fuit le pays à la suite de la répression du régime de Zine el-Abidine Ben Ali contre les mouvements estudiantins en 1987 ; il est lui-même condamné par contumace par le tribunal militaire de Tunis à deux ans de prison pour sa participation à des manifestations.
Il s'installe d'abord au Maroc où il étudie à la faculté des sciences juridiques, économiques et sociales de l'université d'Oujda et se marie. Il part ensuite pour le Royaume-Uni et l'Afghanistan. Il intègre des camps d'entraînement et rencontre Oussama ben Laden près de Kandahar. En 2000, il fonde le Groupe combattant tunisien avec Tarek Maaroufi à Jalalabad ; les deux hommes organisent l'assassinat du commandant Massoud en septembre 2001. Le groupe est en conséquence listé le 10 octobre 2002 par le Conseil de sécurité des Nations unies comme lié au mouvement islamiste Al-Qaïda.
Ben Hassine devenu Abou Iyadh participe à la guerre en Afghanistan avec Al-Qaïda, avant de rejoindre la Turquie en 2003, où il est arrêté en février et extradé vers la Tunisie. Jugé par le tribunal militaire de Tunis, il est condamné à 43 ans de prison. Il continue d'entretenir des liens avec les détenus salafistes, dont les auteurs de l'attentat de la Ghriba en 2002 et les membres du groupe de Soliman. En dépit de son passé terroriste, il revendique le statut de prisonnier politique.

### Libération et fondation d'Ansar al-Charia
Libéré en mars 2011 dans le cadre de l'amnistie générale qui suit la révolution tunisienne,, il fonde l'organisation salafiste djihadiste Ansar al-Charia (Partisans de la charia), qu'il dirige avec le prédicateur Abou Ayoub et l'idéologue Al-Khatib al-Idrissi,.
Installé à Hammam Lif, il fait de Sidi Bouzid, Tataouine et Sejnane des fiefs intégristes et, grâce à des financements saoudiens, recrute dans les quartiers pauvres. Il organise des rassemblements, comme celui de Kairouan en mai 2011, mais aussi le blocage de l'université de La Manouba, le saccage d'espaces culturels et de débits d'alcool, les violences contre la chaîne de télévision Nessma et de certains intellectuels. Il dénonce dans le même temps Ennahdha « qui a choisi la voie de la laïcité, bien loin de l'islam et de la charia ». Il est par ailleurs recherché pour avoir appelé à prendre d'assaut l'ambassade américaine le 14 septembre 2012.
Le 27 août 2013, Ansar al-Charia est classée organisation terroriste par le gouvernement tunisien en raison de sa responsabilité entre autres dans la planification de l'assassinat des opposants politiques Chokri Belaïd et Mohamed Brahmi, l'attaque de plusieurs postes de police et militaires, ainsi que ses liens avec Al-Qaïda au Maghreb islamique. Plusieurs médias, dont Mosaïque FM et l'agence Tunis Afrique Presse, annoncent le 30 décembre son arrestation en Libye par des forces américaines, information démentie par Ansar al-Charia et le département de la Défense des États-Unis.
Le 23 septembre 2014, Seifallah Ben Hassine et Ansar al-Charia Tunisie sont placés sur la liste des organisations et personnes considérées par l'ONU comme proches d'Al-Qaïda ou des talibans, liste instituée dans le cadre de la résolution 1267 du 15 octobre 1999 visant à lutter contre le terrorisme. 

### Décès
Seifallah Ben Hassine est annoncé mort à plusieurs reprises, une première fois le 14 juin 2015 en Libye, lors d'une attaque aérienne américaine visant Mokhtar Belmokhtar ; la nouvelle est confirmée aux autorités tunisiennes le 2 juillet après des analyses effectuées conjointement par les autorités libyennes, américaines et tunisiennes pour confirmer l'identité des morts,.
Pourtant, des doutes pèsent sur cette version des faits, puisqu'il est rapporté comme toujours vivant et engagé dans des activités djihadistes subversives à la frontière tuniso-libyenne en janvier 2017,.
Le 21 février 2019, Abou Iyadh est tué par l'armée française lors du combat d'Elakla, pendant l'opération Barkhane en même temps que Djamel Okacha, le chef du Groupe de soutien à l'islam et aux musulmans. Selon SITE Intelligence Group, son décès au Mali est confirmé par des djihadistes d'al-Qaïda,. Fin février 2020, Abdelmalek Droukdel, le chef d'Al-Qaïda au Maghreb islamique (AQMI), confirme officiellement la mort d'Abou Iyadh, en même temps que celle de Djamel Okacha, dans un éloge funèbre,. Le Monde indique que, côté français, sa mort dans le combat d'Elakla est également confirmée.

## Vie privée
Il est marié à une Marocaine et père de trois enfants.